# (34960) 2100 T-2
2100 T-2 (asteroide 34960) é um asteroide da cintura principal. Possui uma excentricidade de 0.12620410 e uma inclinação de 16.31556º.
Este asteroide foi descoberto no dia 29 de setembro de 1973 por Cornelis Johannes van Houten e Ingrid van Houten-Groeneveld e Tom Gehrels em Palomar.